# Wacław Worowski

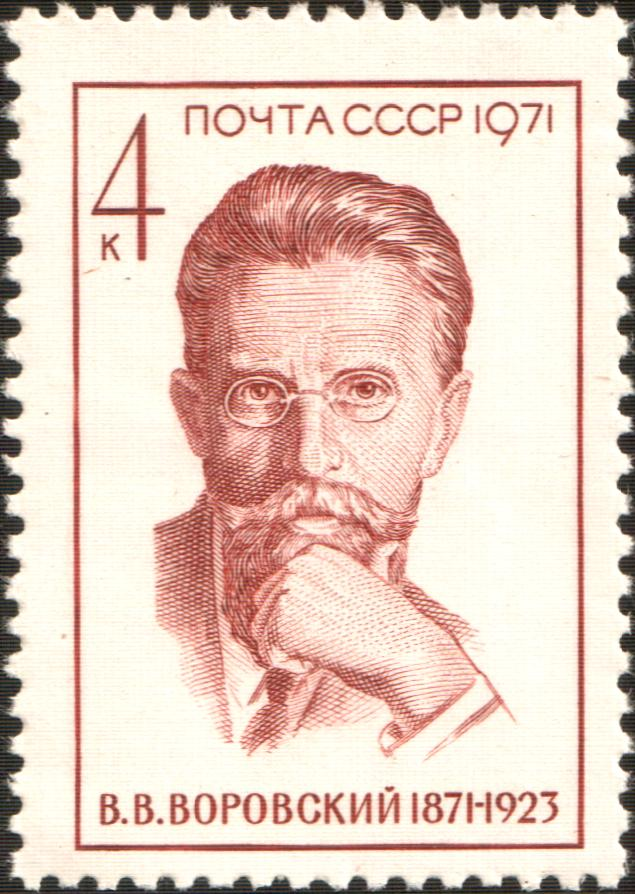
Wacław Worowski

Wacław Wacławowicz Worowski, ros. Вацлав Вацлавович Воровский, ps. „П. Орловский”, „Шварц”, „Жозефина”, „Фавн” (ur. 27 października 1871 w Moskwie, zm. 10 maja 1923 w Lozannie) – rosyjski rewolucjonista i publicysta, bolszewik, krytyk literacki i dyplomata.
Urodził się w Moskwie w rodzinie o polskich korzeniach. Kształcił się w szkole średniej przy lokalnej parafii ewangelicko-augsburskiej. W ruch rewolucyjny zaangażował się w już podczas nauki w gimnazjum. W 1890 roku rozpoczął studia – najpierw na Uniwersytecie Moskiewskim, później Moskiewskiej Uczelni Technicznej, gdzie organizował kółka rewolucyjne.
Od 1894 roku członek SDPRR, po pobycie na zsyłce w Wiatce wyjechał do Genewy, związał się z bolszewickim odłamem SDPRR pisując do gazety „Iskra”. W 1903 roku pojawił się w Odessie, gdzie prowadził działalność rewolucyjną – m.in. jako łącznik między SDPRR(b) a SDKPiL. W 1906 roku wziął udział w IV zjeździe SDPRR w Sztokholmie. W czasie I wojny światowej pracował w piotrogrodzkim oddziale Siemens-Schukkert (obecnie „Elektrosiła”).
W kwietniu 1918 roku wraz z Jakubem Haneckim i Karolem Radkiem wszedł w skład biura zagranicznego KC SDPRR(b) w Sztokholmie, pośrednicząc w pobieraniu pieniędzy od strony niemieckiej na rosyjski ruch rewolucyjny (operacja „Parwus”). Po zdobyciu przez bolszewików władzy pozostał w Szwecji na stanowisku posła („polpreda”) RFSRR.

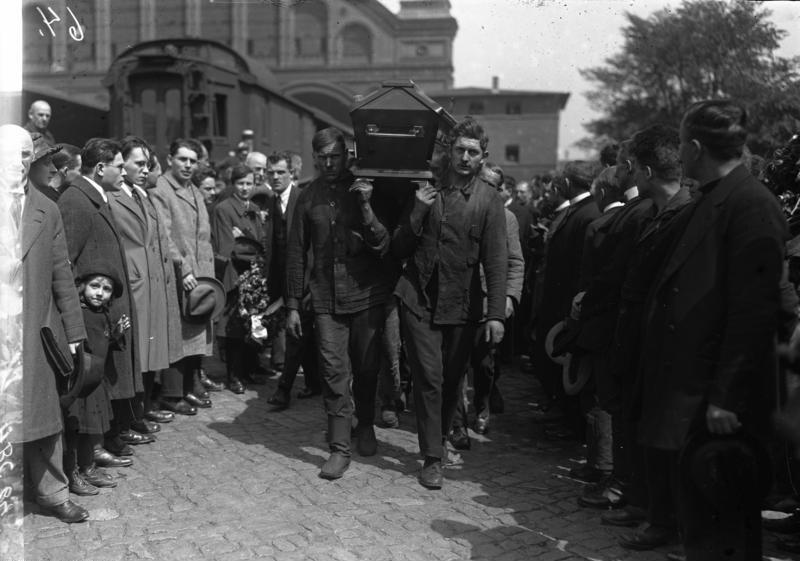

W 1919 roku wrócił do Rosji, gdzie stał się jednym z inicjatorów prześladowań cerkwi prawosławnej. Dwa lata później ponownie wysłany jako „polpred” zagranicę, tym razem do Rzymu. W 1922 roku wziął udział w konferencji w Genui jako przedstawiciel RFSRR, a rok później w konferencji w Lozannie. 10 maja 1923 roku został zastrzelony w restauracji tamtejszego hotelu „Cecille” przez Maurice Conradiego, który uważał Worowskiego za współodpowiedzialnego terror bolszewicki lat 1917–1921. Ława przysięgłych uniewinniła Conradiego.
Został pochowany pod murem Kremla na Placu Czerwonym w Moskwie. Jego imieniem nazwano m.in. ulicę w Moskwie (obecnie ul. Powarska), Chreszczatyk w Kijowie. W 1961 roku rząd ZSRR ustanowił nagrodę im. Worowskiego za dziennikarstwo międzynarodowe.